# Kubikrute
Die Kubikrute war ein Raummaß vor Einführung des metrischen Systems. Als Maßgrundlage war die Rute in Länge, Breite und Höhe genommen. Da je Region die Rute, der Fuß und der Zoll ihren entsprechenden Wert haben, ist die Angabe im metrischen System nicht sinnvoll. Die Liste ist für die dezimalen Teilung aufgestellt. Für die 12erTeilung, dem Duodezimalsystem, siehe am Ende der Seite.
- 1 Kubikrute = 1 Rute mal 1 Rute mal 1 Rute = 10 Schachtruten = 100 Balkenruten = 1000 Kubikfuß
- 1 Schachtrute = 1 Rute mal 1 Rute mal 1 Fuß = 10 Balkenruten = 100 Kubikfuß
- 1 Balkenrute = 1 Rute mal 1 Fuß mal 1 Fuß = 10 Kubikfuß
- 1 Kubikfuß = 1 Fuß mal 1 Fuß mal 1 Fuß = 10 Schachtfuß = 100 Balkenfuß = 1000 Kubikzoll
- 1 Schachtfuß = 1 Fuß mal 1 Fuß mal 1 Zoll = 10 Balkenfuß = 100 Kubikzoll
- 1 Balkenfuß = 1 Fuß mal 1 Zoll mal 1 Zoll = 10 Kubikzoll
- 1 Kubikzoll = 1 Zoll mal 1 Zoll mal 1 Zoll = 10 Schachtzoll = 100 Balkenzoll = 1000 Kubikgran
- 1 Schachtzoll = 1 Zoll mal 1 Zoll mal 1 Gran = 10 Balkenzoll = 100 Kubikgran/Kubiklinie
- 1 Balkenzoll = 1 Zoll mal 1 Gran mal 1 Gran = 10 Kubikgran
- 1 Kubikgran = 1 Gran mal 1 Gran mal 1 Gran = 10 Schachtgran = 100 Balkengran = 1000 Kubikscrupel

Schachtgran, Balkengran, Kubikscrupel und die Arten des Secundenscrupel ordnen sich sinngemäß in die Reihe ein, wurden aber wenig gebraucht.
Im Duodezimalsystem waren die Beziehungen:
- 1 Kubikrute = 12 Schachtruten = 144 Balkenruten = 1728 Kubikfuß
- 1 Schachtrute = 12 Balkenruten = 144 Kubikfuß
- 1 Balkenruten = 12 Kubikfuß

...usw
- 1 Balkenzoll = 12 Kubiklinien